# ITS-II
ITS-II – polski szybowiec treningowy zaprojektowany w Instytucie Techniki Szybownictwa w dwudziestoleciu międzywojennym.

## Historia

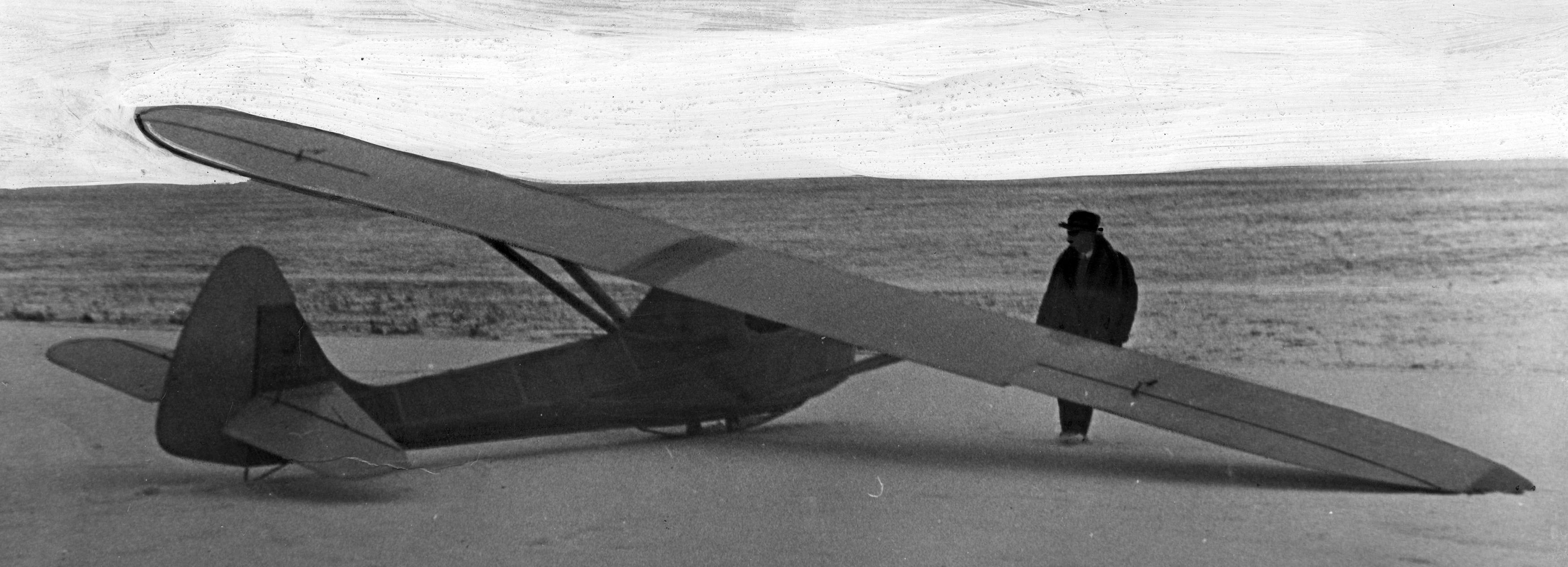
Szybowiec ITS-II

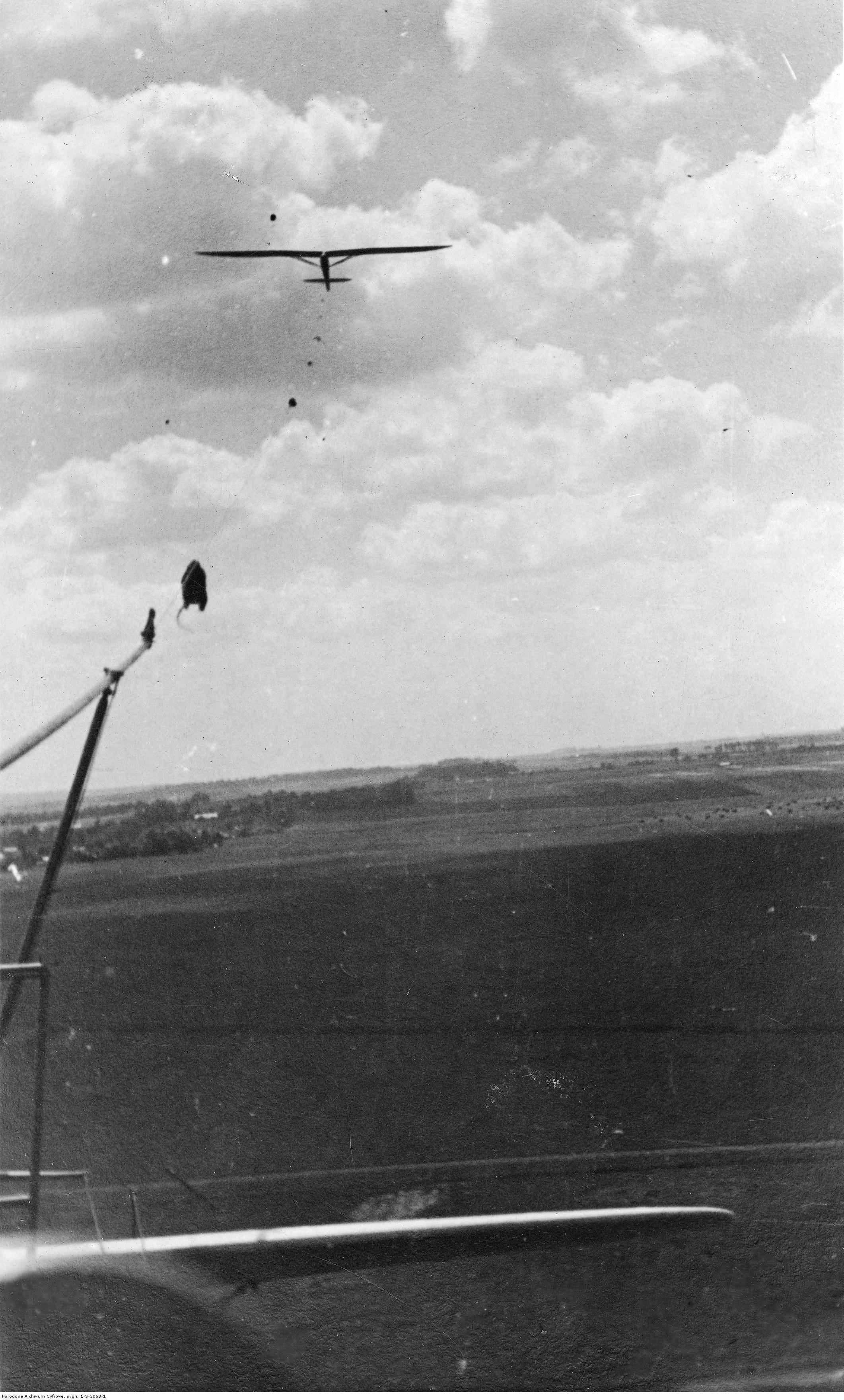
Szybowiec ITS-II w locie na holu. Skniłów 1933 r.

Na początku lat trzydziestych XX wieku polskie szybownictwo nie dysponowało konstrukcją umożliwiającą płynne przejście w szkoleniu pilotów pomiędzy szybowcem szkolnym a wyczynowym. Dlatego też w 1932 roku inż. Wacław Czerwiński i inż. Władysław Jaworski opracowali projekt szybowca, który początkowo nosił  oznaczenie CWJ-2. W Instytucie Techniki Szybownictwa opracowano też specjalny wóz przeznaczony do transportu szybowca.
Podczas jego konstruowania przyjęto założenia pozwalające na zmniejszenie kosztów produkcji i eksploatacji poprzez zmniejszenie rozmiarów i wagi szybowca, co miało też ułatwiać hangarowanie i transport. Szybowiec miał też mieć dobre właściwości aerodynamiczne umożliwiające loty żaglowe oraz przeloty, co miano osiągnąć poprzez uzyskanie prędkości opadania poniżej 0,9 m/sek i maksymalnie dużej prędkości poziomej. Miał też mieć dużą wytrzymałość konstrukcyjną, ponieważ zakładano, że będzie wykorzystywany do startów na holu za samolotem i samochodem oraz do lotów chmurowych i burzowych.
Model szybowca został poddany badaniom w tunelu aerodynamicznym Laboratorium Aerodynamicznego Politechniki Lwowskiej, po ich zakończeniu Warsztaty Szybowcowe ZASPL przystąpiły w 1932 roku do budowy prototypu oznaczonego ITS IIa/32. Szybowiec otrzymał numer fabryczny 114 i rejestracyjny SP-085, nadano mu też nazwę własną "Mały Szlem". Jego oblot został wykonany w listopadzie 1932 roku na lotnisku w Skniłowie. Pilotem oblatywaczem był inż. Adam Nowotny, jako samolot holujący wykorzystano Hanriot H.28.
Próby w locie wypadły pozytywnie, w ocenie oblatywacza szybowiec wykazał się dobrymi właściwościami lotnymi. Na początku 1933 roku wyprodukowano kolejne dwa egzemplarze (SP-092 i SP-096), a następnie dwa kolejne. Podczas eksploatacji ujawniły się problemy - szybowiec miał niewystarczającą sztywność tylnej części kadłuba i usterzenia co spowodowało wystąpienie drgań typu buffeting. Wszystkie istniejące egzemplarze zostały przekonstruowane, zmieniono przekrój tej części kadłuba na sześciokątny. Tak poprawione szybowce eksploatowano z oznaczeniem ITS-II/33.
W lutym 1933 r. prototyp szybowca został użyty podczas pierwszego w Polsce kursu holu na holu za samolotem, który został przeprowadzony na lotnisku mokotowskim w Warszawie. W lipcu odbył się drugi kurs tego typu we Lwowie, podczas którego użyto dwóch szybowców ITS-II. W efekcie doświadczeń uzyskanych podczas lotów szybowce zmodyfikowano poprzez dodanie tablicy przyrządów, zmianie podłogi kabiny pilota na płaską oraz przekonstruowanie fotela pilota i płozy ogonowej.
22 kwietnia 1933 r. Maria Younga-Mikulska ustaliła na tym szybowcu w Bezmiechowej kobiecy rekord długotrwałości lotu wynoszący 1 h 50 min. W tym samym roku Michał Blaicher, podczas II Mityngu Lotniczego we Lwowie, wykonał na ITS-II pierwsze w Polsce pokazowe loty akrobacje na szybowcu.
W 1934 roku Instytut Techniki Szybownictwa przeprowadził badania szybowca w locie. Wprowadzenie do użytku udanego szybowca Komar wstrzymało rozwój ITS-II i jego produkcję. Istniejące egzemplarze użytkowano do treningu, szkolenia w locie na holu i akrobacji w szkołach szybowcowych w Bezmiechowej, Polichnie oraz we Lwowie. 

## Konstrukcja
Jednomiejscowy szybowiec treningowy w układzie zastrzałowego górnopłata o konstrukcji drewnianej.
Kadłub o konstrukcji półskotupowej o przekroju sześciokątnym. Kabina pilota odkryta, wyposażona w tablicę z podstawowymi przyrządami, pedały i regulowany fotel dostosowany do spadochronu plecowego Irvin. Statecznik pionowy stanowił integralną część kadłuba. Z przodu kadłuba był zamontowany hak do startów z lin gumowych i lotów na holu.
Płat dwudzielny, dwudźwigarowy o obrysie prostokątnym z zaokrąglonymi końcówkami, podparty zastrzałami w układzie V. Do pierwszego dźwigara kryty sklejką, dalej płótnem. Wyposażony w lotki o napędzie linkowym.
Usterzenie klasyczne, krzyżowe o konstrukcji drewnianej, powierzchnie sterów kryte płótnem. Statecznik poziomy wolnonośny, dwudzielny.
Podwozie jednotorowe złożone z jesionowej płozy podkadłubowej amortyzowanej krążkami gumowymi i płozy ogonowej.